# Ilya Lifshitz

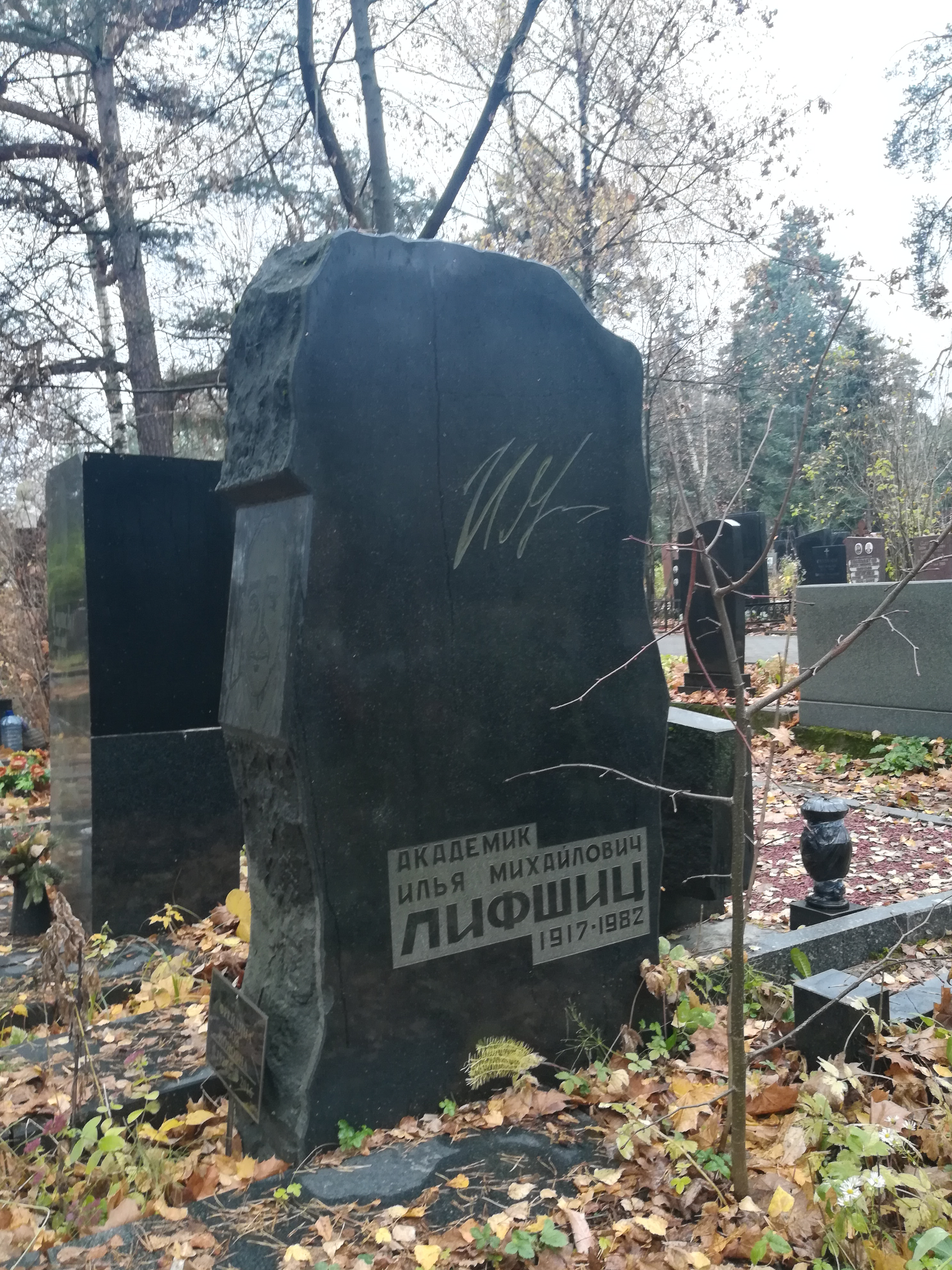

Ilya Mikhailovich Lifshitz (en ruso: Илья́ Миха́йлович Ли́фшиц; 13 de enero de 1917 - 23 de octubre de 1982) fue un destacado físico teórico soviético, hermano de Evgeny Lifshitz. Es conocido por sus trabajos en física del estado sólido, teoría electrónica de metales, sistemas desordenados y teoría de polímeros.

## Trabajos
Junto con Arnold M. Kosevich, estableció en 1954 una conexión entre la oscilación de las características magnéticas de los metales y la forma de una superficie electrónica de Fermi (fórmula de Lifshitz-Kosevich) a partir de los experimentos de Haas-van Alphen.
Lifshitz fue uno de los fundadores de la teoría de los sistemas desordenados. Introdujo algunas de las nociones básicas, como el autopromedio y descubrió lo que ahora se llama colas de Lifshitz y singularidad de Lifshitz.
En la teoría de la perturbación introdujo la noción de función de desplazamiento espectral, que más tarde fue desarrollada por Mark Krein.